# Parcs nationaux du Mexique
Les parcs nationaux du Mexique sont un ensemble de 67 aires protégées.  Ils sont administrés par la Comisión Nacional de Áreas Naturales Protegidas.

## Liste des parcs nationaux
- Parc faisant partie du patrimoine mondial de l'Unesco
- Parc faisant partie d'une réserve de biosphère
- Parc faisant partie d'un site Ramsar

| Parc national                                                | Image                                | État                     | Création | Superficie km2 | Notes |
| ------------------------------------------------------------ | ------------------------------------ | ------------------------ | -------- | -------------- | --- |
| Archipiélago de Espíritu Santo                               |                                      | Basse-Californie du Sud  | 2007     | 486,55         | |
| Archipiélago de San Lorenzo                                  | Archipiélago de San Lorenzo          | Basse-Californie         | 2005     | 584,42         | - Site du patrimoine mondial des îles et aires protégées du golfe de Californie (2005) |
| Arrecife Alacranes                                           | Arrecife Alacranes                   | Yucatán                  | 1994     | 3 337,69       | - Réserve de biosphère Arrecife Alacranes (2006) - Site Ramsar du parc national Arrecife Alacranes (2008) |
| Arrecife de Puerto Morelos                                   | Arrecife de Puerto Morelos           | Quintana Roo             | 1998     | 90,67          | - Site Ramsar du parc national Arrecife de Puerto Morelos (2004) |
| Arrecifes de Cozumel                                         | Arrecifes de Cozumel                 | Quintana Roo             | 1996     | 119,88         | - Site Ramsar du parc national Arrecifes de Cozumel (2005) |
| Arrecifes de Xcalak                                          |                                      | Quintana Roo             | 2000     | 179,49         | - Site Ramsar du parc national Arrecifes de Xcalak (2003) |
| Bahía de Loreto                                              | Bahía de Loreto                      | Basse-Californie du Sud  | 1996     | 2 065,81       | - Site du patrimoine mondial des îles et aires protégées du golfe de Californie (2005) - Réserve de la biosphère des îles du golfe de Californie (1995) - Site ramsar du parc national Bahía de Loreto (2004) |
| Barranca del Cupatitzio                                      | Barranca del Cupatitzio              | Michoacán                | 1938     | 3,62           | |
| Benito Juárez                                                | Benito Juárez                        | Oaxaca                   | 1937     | 27,37          | |
| Bosencheve                                                   |                                      | Mexico Michoacán         | 1940     | 104,32         | |
| Cabo Pulmo                                                   | Cabo Pulmo                           | Basse-Californie du Sud  | 1995     | 71,11          | - Site du patrimoine mondial des îles et aires protégées du golfe de Californie (2005) - Réserve de la biosphère des îles du golfe de Californie (1995) - Sire ramsar du parc national Cabo Pulmo (2008)      |
| Cañón del Río Blanco                                         |                                      | Veracruz                 | 1938     | 556,90         | |
| Cañón del Sumidero                                           |                                      | Chiapas                  | 1980     | 217,89         | - Site Ramsar du parc national Cañón del Sumidero (2004) |
| Cascada de Bassaseachic                                      |                                      | Chihuahua                | 1981     | 58,03          | |
| Cerro de Garnica                                             |                                      | Michoacán                | 1936     | 9,68           | |
| Cerro de la Estrella                                         |                                      | District fédéral         | 1938     | 11,00          | |
| Cerro de las Campanas                                        |                                      | Querétaro                | 1937     | 0,58           | |
| Cofre de Perote                                              |                                      | Veracruz                 | 1937     | 117,00         | |
| Constitución de 1857                                         |                                      | Basse-Californie         | 1962     | 50,09          | |
| Costa Occidental de Isla Mujeres, Punta Cancún y Punta Nizuc |                                      | Quintana Roo             | 1996     | 86,73          | |
| Cumbres de Majalca                                           | Cumbres de Majalca                   | Chihuahua                | 1939     | 47,72          | |
| Cumbres de Monterrey                                         |                                      | Nuevo León Coahuila      | 2000     | 1 773,96       | - Réserve de biosphère de Cumbres de Monterrey (2006) |
| Cumbres del Ajusco                                           | Cumbres del Ajusco                   | District fédéral         | 1936     | 9,20           | |
| Desierto de los Leones                                       | Parc national Desierto de los Leones | District fédéral         | 1917     | 15,29          | |
| Desierto del Carmen                                          |                                      | Mexico                   | 1942     | 5,29           | |
| Dzibilchantún                                                |                                      | Yucatán                  | 1987     | 5,39           | |
| El Chico                                                     |                                      | Hidalgo                  | 1982     | 27,39          | |
| El Cimatario                                                 |                                      | Querétaro                | 1982     | 24,48          | |
| El Histórico Coyoacán                                        |                                      | District fédéral         | 1938     | 5,84           | |
| El Potosí                                                    |                                      | San Luis Potosí          | 1936     | 20,00          | |
| El Sabinal                                                   | Parc national El Sabinal             | Nuevo León               | 1938     | 0,08           | |
| El Tepeyac                                                   |                                      | District fédéral         | 1937     | 15,00          | |
| El Tepozteco                                                 |                                      | Morelos District fédéral | 1937     | 232,59         | |
| El Veladero                                                  |                                      | Guerrero                 | 1980     | 36,17          | |
| Fuentes Brotantes de Tlalpan                                 |                                      | District fédéral         | 1936     | 1,29           | |
| General Juan N. Álvarez                                      |                                      | Guerrero                 | 1964     | 5,28           | |
| Gogorrón                                                     |                                      | San Luis Potosí          | 1936     | 250,00         | |
| Grutas de Cacahuamilpa                                       |                                      | Guerrero                 | 1936     | 16,00          | |
| Huatulco                                                     |                                      | Oaxaca                   | 1998     | 118,91         | - Réserve de biosphère de Huatulco (2006) - Site Ramsar Cuencas y corales de la zona costera de Huatulco (2003)                                                                                               |
| Insurgente José María Morelos                                |                                      | Michoacán                | 1939     | 43,25          | |
| Insurgente Miguel Hidalgo y Costilla                         |                                      | Mexico District fédéral  | 1936     | 15,80          | |
| Isla Contoy                                                  |                                      | Quintana Roo             | 1998     | 51,26          | - Site Ramsar du parc national Isla Contoy (2003) |
| Isla Isabel                                                  |                                      | Nayarit                  | 1980     | 1,94           | - Site du patrimoine mondial des îles et aires protégées du golfe de Californie (2005) - Site Ramsar du parc national Isla Isabel (2003)                                                                      |
| Islas Marietas                                               |                                      | Nayarit                  | 2005     | 13,83          | - Site du patrimoine mondial des îles et aires protégées du golfe de Californie (2005) - Réserve de biosphère des îles Marietas (2008) - Site Ramsar des îles Marietas (2004)                                 |
| Iztaccíhuatl-Popocatépetl                                    | Popocatépetl                         | Mexico Puebla Morelos    | 1935     | 902,84         | - Réserve de biosphère Los Volcanes (2010) |
| La Malinche                                                  | Parc national La Malinche            | Tlaxcala Puebla          | 1938     | 457,11         | |
| Lago de Camécuaro                                            |                                      | Michoacán                | 1941     | 0,10           | |
| Lagunas de Chacahua                                          |                                      | Oaxaca                   | 1937     | 141,87         | - Site Ramsar Lagunas de Chacahua (2008) |
| Lagunas de Montebello                                        |                                      | Chiapas                  | 1959     | 60,22          | - Réserve de biosphère Lagunas de Montebello (2009) - Site Ramsar du parc national Lagunas de Montebello (2003)                                                                                               |
| Lagunas de Zempoala                                          |                                      | Mexico Morelos           | 1936     | 47,90          | |
| Lomas de Padierna                                            |                                      | District fédéral         | 1938     | 6,70           | |
| Los Mármoles                                                 |                                      | Hidalgo                  | 1936     | 231,50         | |
| Los Novillos                                                 |                                      | Coahuila                 | 1940     | 0,42           | |
| Los Remedios                                                 | Parc national Los Remedios           | Mexico                   | 1938     | 4,00           | |
| Molino de Flores Nezahualcóyotl                              | Molino de Flores Nezahualcóyotl      | Mexico                   | 1937     | 0,49           | |
| Nevado de Colima                                             | Parc national Nevado de Colima       | Jalisco Colima           | 1936     | 96,00          | |
| Palenque                                                     | Temple du Comte                      | Chiapas                  | 1981     | 17,72          | - Site du patrimoine mondial de la Cité préhispanique et parc national de Palenque (1987) |
| Pico de Orizaba                                              | Pico de Orizaba                      | Veracruz Puebla          | 1937     | 197,50         | |
| Rayón                                                        |                                      | Michoacán                | 1952     | 0,25           | |
| Revillagigedo                                                | Revillagigedo                        | Colima                   | 2017     | 148 087,80     | |
| Sacromonte                                                   |                                      | Mexico                   | 1939     | 0,45           | |
| Sierra de Órganos                                            |                                      | Zacatecas                | 2000     | 11,25          | |
| Sierra de San Pedro Mártir                                   |                                      | Basse-Californie         | 1947     | 729,09         | |
| Sistema Arrecifal Veracruzano                                |                                      | Veracruz                 | 1992     | 522,39         | - Réserve de biosphère Sistema Arrecifal Veracruzano (2006) - Site Ramsar du parc national Sistema Arrecifal Veracruzano (2004)                                                                               |
| Tula                                                         |                                      | Hidalgo                  | 1981     | 1,00           | |
| Tulum                                                        |                                      | Quintana Roo             | 1981     | 6,64           | |
| Xicoténcatl                                                  |                                      | Tlaxcala                 | 1937     | 6,80           | |